# Jean-François Fournel
Pour les articles homonymes, voir Fournel.
Ne doit pas être confondu avec Jean-François Fournel (écrivain).
Jean-François Fournel, né à Paris en 1745 et mort à Paris le 21 juillet 1820, est un avocat français
Il est bâtonnier de l'ordre des avocats de Paris en 1816.

## Ouvrages
Il est connu par d'utiles ouvrages sur la jurisprudence : 
- Traité de l'adultère considéré dans l'ordre judiciaire,1778
- Traité de la séduction considérée dans l'ordre judiciaire, 1781
- Traité du voisinage, 1799 et 1812 ;
- Histoire des avocats au parlement et au barreau de Paris depuis Saint Louis, 1813 ;
- Histoire du barreau de Paris dans le cours de la Révolution, 1816 ;
- Les lois rurales de la France rangées dans leur ordre naturel…, Paris : A. Le Clère, 1819, 2 vol. in-8° ; 2e éd., Paris : L.-E. Herhan, chez Bossange, 1820, 3 vol. in-8° ; 3e éd., Paris : Bossange, 1822, in-12, XLIII-XII-634 p. ; 5e éd., Paris : Bossange père, 1823, 2 vol. in-12 ; 7e éd. (revue, corrigée et augmentée de notes inédites de l’auteur), Paris : chez F. Suleau, 1833, 2 vol. in-12, 504 et 604 p[1].

Il a publié aussi un ouvrage intéressant sur les antiquités nationales, intitulé État de la Gaule à l'époque de la conquête des Francs (1805).